# Thlibops
Thlibops is een geslacht van kevers uit de familie van de loopkevers (Carabidae). De wetenschappelijke naam van het geslacht is voor het eerst geldig gepubliceerd in 1866 door Putzeys.

## Soorten
Het geslacht Thlibops omvat de volgende soorten:
- Thlibops congoensis Basilewsky, 1958
- Thlibops longicollis (Putzeys, 1846)